# Япония. Обратная сторона кимоно
«Япо́ния. Обра́тная сторона́ кимоно́» — документальный восьмисерийный фильм-путешествие по Японии, созданный съемочной группой Владимира Познера совместно с Иваном Ургантом.
Рабочее название фильма было «Страна, которую так и не открыли» Премьерный показ фильма состоялся с 3 января 2021 на российском «Первом канале»..

## Концепция и главный вопрос фильма
Документальный фильм-путешествие Владимира Познера о Японии. Япония — страна-загадка. С одной стороны — это совершенно западное правовое государство. С другой — это страна со своей особой, самобытной культурой. Страна, которая живёт традициями, но при этом постоянно эволюционирует. И сами японцы не похожи ни на одну нацию.

## История создания
Все восемь серий фильма были сняты в 2019 году. После этого шёл его монтаж, но планы по быстрой премьере нарушила пандемия COVID-19. На экраны фильм вышел только через полтора года после окончания производства. Во время первой поездки из-за сложности поставленной задачи Владимир Познер даже хотел закрыть проект. Поскольку для иностранца получить водительское удостоверение в Японии серьёзная проблема, Владимир Познер и Иван Ургант добились разрешения на время съёмок ездить без них. Владимир Познер посещает завод Lexus в Кюсю, а также встречается с дизайнерами автомобильного производителя. Для съёмок посещения буддийского храма Рёан-дзи в Киото, где находится сад камней, в котором всегда много посетителей, авторам фильма было позволено прийти до времени открытия, чтобы отснять материал.

## Ведущие
- Владимир Познер — российский тележурналист.
- Иван Ургант — российский актёр и телеведущий.

## Серии
| № | Название                           | Дата показа    |
| - | ---------------------------------- | -------------- |
| 1 | «Островитяне»                      | 1 января 2021  |
| 2 | «Рэйва»                            | 2 января 2021  |
| 3 | «Путь богов»                       | 3 января 2021  |
| 4 | «О чём звонит колокол»             | 12 января 2021 |
| 5 | «Путь самурая»                     | 12 января 2021 |
| 6 | «Мангамания»                       | 12 января 2021 |
| 7 | «Что японцу хорошо, то европейцу…» | 12 января 2021 |
| 8 | «Что есть японское»                | 12 января 2021 |

## Съёмочная группа
- режиссёр — Валерий Спирин
- сценарий — Ольга Спирина
- продюсер — Дарья Прохорова, Елена Быкова
- оператор — Владислав Черняев, Евгений Переславцев
- композитор — Екатерина Чемберджи

## Отзывы
Константин Волков из «Российской газеты» отметил, что фильм получился изящным и красивым. По словам журналиста каждая серия — отдельная новелла, написанная как бы в японском жанре «дзуйхицу» — свободной кисти, когда автор рассказывает о том, что видит, не сдерживая себя жесткими рамками. 
Многие российские поклонники Японии после выхода фильма обиделись на негативное отношение Владимира Познера к японским комиксам-манга. Там же комментируются предположения, что автор фильма встал на позицию «нихондзинрон» — теории об уникальности японцев.